# Raeta pulchella
Raeta pulchella — вид морских двустворчатых моллюсков из семейства Anatinellidae отряда Veneroida. Раковина небольшая, длина до 14, высота до 9 мм; овальная, тонкая, белого цвета. Связка внутренняя, в треугольной ямке под макушками. На каждой створке по 2 небольших средних зуба, сходящихся между собой под углом, направленным вершиной к макушкам. Кпереди и кзади от замка, непосредственно под верхним краем каждой створки, по тонкому длинному пластинчатому ребру. Распространена в водах Тихого океана: в Жёлтом море, у берегов Корейского полуострова, Южного Приморья и Японии. Встречается в бухтах, а также открытых участках моря. Малоподвижные донные моллюски, зарывающиеся в ил на глубине от 7 до 25 м. Расселяются при помощи пелагической личинки. Они безвредны для человека, их охранный статус не определён, объектами промысла не являются.